# Elecciones locales en Andes (Antioquia) de 2007
Las Elecciones locales en Andes de 2007, se llevaron a cabo el 28 de octubre de 2007 en el municipio de Andes (Antioquia), donde fueron elegidos los siguientes cargos para un periodo de cuatro años contados a partir del 1° de enero de 2008:
- Alcalde de Andes
- Gobernador de Antioquia.
- 13 miembros del Concejo municipal de Andes.
- 26 Diputados de la Asamblea de Antioquia.

## Antecedentes
El Administrador de Empresas Luis Horacio Gallón Arango, Exgerente de Bancafe, Exgerente de Asesorías y Arrendamientos GA, Exconcejal de Andes en el 2001 y venía de aspirar a la Alcaldía en el 2003 perdiendo por escaso margen la Alcaldía de Andes con Julio Arboleda, contando con el apoyo del alcalde Jaime Arbeláez, el ex viceministro de Justicia Francisco Zapata Ospina y un grupo diverso de políticos Andinos; por lo cual, decide encarar inmediatamente la campaña electoral en miras a las elecciones de 2007 y poder aumentar la votación que le permitió ganar por un gran  margen la Alcaldía. El exconcejal Gallón Arango aspiró por el movimiento Alas Equipo Colombia del exsenador Luis Alfredo Ramos, contando con el apoyo de los diputados Jaime Zapata Ospina y Carlos Andrés Trujillo, ambos del mismo equipo del exsenador Ramos obteniendo 9984 votos.
Por su parte, el sobrino del senador Mario Uribe Escobar, el joven político Andino Juan Felipe Lemos, surgió como el candidato de continuidad dentro del equipo político del Liberalismo en Andes, en disidencia desde hace poco más de una década y reunido desde años atrás en el Partido Colombia Democrática, fundado por el senador Mario Uribe Escobar junto con el presidente Álvaro Uribe Vélez y el representante a la cámara William Vélez Mesa. El candidato Lemos Uribe tuvo que enfrentar en medio de la campaña, el proceso por Parapolítica contra el principal líder político de su partido; su tío y senador Mario Uribe Escobar perdiendo la alcaldía al solo obtener 5343 votos.

## Candidatos a la Alcaldía
Para suceder al alcalde Julio Arboleda, se presentaron, finalmente, tres (3) candidaturas:

### Alas Equipo Colombia
Horacio Gallón Arango 
Administrador de Empresas; exconcejal del Municipio y candidato a la alcaldía en el 2003, perdió por escaso margen con el alcalde Julio Arboleda. Alrededor de él se gestó una alianza con significativos líderes y equipos políticos que catapultó la candidatura del candidato Gallón. La candidatura de Hernando Toro Rivas, declinó en sus últimas semanas en favor del candidato Gallón.

### Colombia Democrática
Juan Felipe Lemos
Abogado de la Universidad de Medellín, especialista en Contratación Estatal de la Universidad Externado de Colombia y aspirante a Magíster en Gobierno y Políticas Públicas de la Universidad Externado de Colombia, representaba la continuidad del alcalde Arboleda; así mismo, era el candidato de su tío, el exsenador y parapolítico Mario Uribe Escobar.

### Partido Liberal
Hernando Toro Rivas 
Periodista de profesión; declinó en las últimas semanas su aspiración, para unirse a la campaña del candidato del movimiento Alas Equipo Colombia, Horacio Gallón Arango. sin embargo, salió en el tarjetón electoral.

## Candidatos al Concejo Municipal
Para el Concejo Municipal de Andes, se eligen 13 concejales, quienes representan a los votantes tanto del centro urbano como los 7 corregimientos de Andes. Los siguientes partidos presentaron listas para esta corporación, para un total de 118 candidatos:
|  | 20,27 % |

|  | 19,56 % |

|  | 9,26 % |

|  | 6,73 % |

|  | 5,54 % |

|  | 5,38 % |

|  | 5,19 % |

|  | 3,18 % |

|  | 3,13 % |

|  | 2,29 % |

|  | 0,51 % |